# Lucio Colletti
Lucio Colletti, född 8 december 1924 i Rom, död 3 november 2001 i Livorno, var en italiensk marxist. Han tillhörde den kategori intellektuella som i väst utvecklade marxismen, oberoende av Sovjetunionens stalinism. Till denna kategori räknas förutom Colletti, italienaren Antonio Gramsci, Frankfurtskolan, Budapestskolan och Louis Althusser.